# Berdeniella
Berdeniella is een muggengeslacht uit de familie van de motmuggen (Psychodidae).

## Soorten
- B. alemannica Wagner, 1983
- B. alpina Wagner, 1975
- B. belmontica Vaillant, 1976
- B. bertrandi Vaillant, 1976
- B. bistricana Krek, 1972
- B. bodoni Salamanna & Raggio, 1984
- B. boreonica Vaillant, 1976
- B. brauxica Vaillant, 1976
- B. bucegica Vaillant, 1976
- B. calabricana Wagner, 1994
- B. cambuerina (Vaillant, 1958)
- B. caprai Salamanna & Sara, 1980
- B. carinthiaca Wagner, 1977
- B. chvojkai Jezek, 1998
- B. dispar (Sara, 1958)
- B. elkeae Wagner, 1975
- B. fedilae Salman, 1984
- B. freyi (Berden, 1954)
- B. gardinii Salamanna & Raggio, 1984
- B. gereckei Wagner, 1994
- B. glacialis (Vaillant, 1958)
- B. globulifera Vaillant, 1976
- B. granulosa Vaillant, 1976
- B. gredosica (Vaillant, 1958)
- B. helvetica (Sara, 1957)
- B. hovassei (Vaillant, 1961)
- B. huescana (Vaillant, 1958)
- B. illiesi (Wagner, 1973)
- B. incisa (Sara, 1958)
- B. jahoriniensis (Krek, 1972)
- B. jaramensis Wagner, 1983
- B. julianensis Jezek, 2002

- B. longispinosa (Vaillant, 1958)
- B. lucasioides Salamanna & Sara, 1980
- B. magniseta (Sara, 1953)
- B. manicata (Tonnoir, 1919)
- B. matthesi (Jung, 1954)
- B. nevadensis Vaillant, 1976
- B. nivalis Vaillant, 1976
- B. ordesica Wagner, 1977
- B. pyrenaica Vaillant, 1976
- B. ramosa Vaillant, 1976
- B. salamannai Wagner, 1983
- B. sardoa Salamanna, 1983
- B. siveci Wagner, 1983
- B. stavniensis (Krek, 1969)
- B. thermalis Vaillant, 1976
- B. thomasi Vaillant, 1976
- B. tuberosa (Krek, 1972)
- B. unispinosa (Tonnoir, 1919)
- B. vaillanti (Krek, 1967)
- B. vanosica Vaillant, 1976
- B. vimmeri Jezek, 1995
- B. zoiai Salamanna, 1983
- B. zwicki Wagner, 1983